# Rinascita Basket Rimini 2024-2025
Questa voce raccoglie le informazioni riguardanti Rinascita Basket Rimini, sponsorizzata RivieraBanca, nelle competizioni ufficiali della stagione 2024-2025.

## Stagione
I giocatori confermati dall'anno precedente sono sei: Anumba, Grande, Masciadri, Simioni, Tomassini e l'americano Justin Johnson. Nel reparto italiani arrivano la guardia-ala Pierpaolo Marini, reduce da due promozioni in Serie A in quattro anni, il pivot senegalese ma di formazione italiana Gora Camara e il capitano riminese Francesco Bedetti, di ritorno dopo un anno in Serie B a Ravenna. L'altro americano sarebbe dovuto essere stato Robert Johnson, il quale però in aeroporto ha un ripensamento e comunica alla società l'intenzione di non voler più partire. Qualche giorno più tardi viene quindi ingaggiato Gerald Robinson, un veterano della Serie A alla sua prima esperienza in A2.
A differenza di quanto avvenuto nelle stagioni passate, la squadra è protagonista di una partenza brillante sin dalla prima giornata: infatti, nonostante i problemi fisici di qualche giocatore, tra cui l'infortunio muscolare occorso a Robinson a Piacenza, le prime cinque gare si concludono con altrettanti successi. La striscia positiva termina contro la bestia nera Cividale, che per il terzo anno di fila espugna il Flaminio (in questo caso con un canestro all'ultimo secondo da parte di Redivo, proprio come avvenuto l'anno precedente), ma una settimana dopo arriva il riscatto nel sentitissimo derby casalingo vinto in rimonta contro Forlì.
Al termine dell'8ª giornata, con la vittoria a Torino e le contemporanee cadute di Cantù e Rieti, Rimini torna capolista solitaria. Anche nelle partite seguenti, la squadra colleziona successi, tanto da ritrovarsi alla 15ª giornata con ben quattordici vittorie all'attivo e un +6 in classifica sulle inseguitrici.
Alla 16ª giornata al Flaminio arriva Cantù, corazzata data dai bookmaker come favorita per la promozione diretta a inizio stagione, ulteriormente rafforzatasi a novembre grazie al debutto in nazionale italiana di Grant Basile, diventato da quel momento italiano a tutti gli effetti e sbloccando così un nuovo posto da extracomunitario per l'ingaggio di Dustin Hogue. A spuntarla sono i brianzoli con il punteggio di 76-80. Dopo questa partita si ferma Justin Johnson, che aveva giocato nonostante un'infiammazione al polpaccio. Quella contro Cantù rappresenta la prima di una serie di tre sconfitte consecutive, viste le successive battute d'arresto in trasferta contro Verona e in casa contro Rieti.
Il ritorno alla vittoria nell'ultima giornata di andata, sul campo della JuVi Cremona, e la contemporanea sconfitta di Udine a Bologna permettono alla RivieraBanca di tornare sola in vetta e di conquistare il platonico titolo di campione d'inverno.
Alla 22ª giornata il derby a Forlì viene vinto dai padroni di casa. Alla 24ª giornata, nella trasferta infrasettimanale di Brindisi, i biancorossi affondano, perdendo di 35 punti. Tre giorni dopo, a Milano, senza gli infortunati Tomassini e Simioni, arriva una nuova sconfitta, con Camara che viene portato via in ambulanza dopo aver battuto violentemente la testa sul parquet, e Robinson che esce nel finale per un problema muscolare all'inguine che lo tiene fuori causa per un mese.
La vittoria interna con Verona e quella esterna con Cividale consentono alla truppa di coach Dell'Agnello di tornare temporaneamente a un rendimento positivo. Tuttavia, complici anche problemi fisici, sia pregressi sia nuovi, di alcuni giocatori — tra cui la spalla di Tomassini, il polso di Marini e la schiena di Johnson — la formazione riminese entra in una nuova fase negativa. Torino e Orzinuovi espugnano il Flaminio (contro i lombardi la sconfitta arriva con un margine di 27 punti), e successivamente la squadra subisce un'ulteriore battuta d'arresto in trasferta contro Cantù. Questi risultati permettono a Udine, pur con una gara disputata in più, di allungare in testa alla classifica, portandosi a +6 su Rimini e sulla stessa Cantù. A ciò si aggiunge anche il tracollo nella semifinale della Coppa Italia LNP di Serie A2, che vede prevalere Cividale con il punteggio di 66-94.
Rimini esce dalla crisi il 21 marzo, vincendo 99-81 il derby adriatico contro Pesaro. È l'inizio di un periodo di ritrovata vena e forma fisica, che porta la squadra a imporsi di 13 punti a Rieti, di 18 ad Avellino, di 12 in casa contro la JuVi Cremona e di 16 su Vigevano, sempre tra le mura amiche. Durante questo periodo si registra anche l'arrivo della guardia-ala Luca Conti.
Nel frattempo, però, anche Udine continua la sua corsa in vetta, conquistando vittorie cruciali che la portano allo scontro diretto della terzultima giornata con la possibilità di conquistare matematicamente il primo posto e la promozione, grazie ai 4 punti di vantaggio sui biancorossi. Al PalaCarnera la sfida si decide sul finale in favore dei fruilani, che festeggiano così il passaggio in Serie A. Per Rimini, a questo punto, l'obiettivo diventa la difesa del secondo posto in classifica, con l'obiettivo di ottenere perlomeno il miglior piazzamento nella griglia play-off. Il blitz in rimonta al PalaDozza contro la Fortitudo Bologna assicura il secondo posto.
Le cinque gare dei quarti di finale contro la New Basket Brindisi di coach Piero Bucchi sono tutte combattute. In gara 1 Rimini costruisce un ampio vantaggio nel primo tempo toccando anche il +20, ma i biancoblù reagiscono nella ripresa, riuscendo a ricucire il divario e a tornare in parità: nel finale punto a punto, sono però i padroni di casa a imporsi. Gara 2, sempre al Flaminio, vede Brindisi chiudere in vantaggio il primo tempo, ma nella seconda metà di gara Rimini ribalta l'inerzia e conquista la seconda vittoria.
La serie si sposta poi in Puglia per gara 3, caratterizzata da punteggi bassi: la partita viene decisa da una tripla di Calzavara a otto secondi dalla fine, che regala a Brindisi il successo per 59-57.
In gara 4 i romagnoli partono meglio e arrivano fino a +11 nelle fasi iniziali del terzo quarto, ma Brindisi rimonta e vince, pareggiando così la serie sul 2-2.
Per la sfida decisiva si torna al Flaminio, dove i padroni di casa partono forte (toccando il +12 al 12° minuto) ma subiscono l'ennesima rimonta di Brindisi: anche stavolta, però, è Rimini ad avere la meglio nel finale, chiudendo la serie sul 3-2 e conquistando l'accesso alle semifinali.
Nelle semifinali va in scena il derby di Romagna.
In gara 1 Forlì (priva dell'acciaccato Perković) rientra dal -18 del secondo secondo quarto fino al -1 del 33º, ma negli ultimi due minuti Rimini piazza l'allungo decisivo.
In gara 2 Forlì ritrova la guardia croata (23 punti) e chiude il primo quarto avanti 18-31, ma nella seconda frazione la RivieraBanca rimonta e impatta; negli ultimi due periodi lo scarto resta sempre compreso entro i cinque punti fino all'ultimo minuto, quando Rimini chiude la contesa. La serie si sposta a Forlì ma senza pubblico, a causa del provvedimento che impone le porte chiuse all'Unieuro Arena dopo gli scontri tra tifoserie avvenuti prima di gara 2. I forlivesi accorciano le distanze vincendo gara 3 con un allungo nell'ultimo quarto. In Gara 4, con un Perković a mezzo servizio, sono gli uomini di Dell'Agnello ad aggiudicarsi la contesa e la serie, andando in vantaggio nella prima metà di partita e controllando il match nella seconda.
Le finali sono contro la corazzata Cantù. Rimini inizia bene gara 1 al Flaminio, tocca il +10 nel secondo quarto, ma cala alla distanza complice il 23% da tre e l'intensità degli ospiti. Nella ripresa i brianzoli prendono il controllo arrivando al +12, poi i biancorossi provano la rimonta nel finale ma finisce 82-86. In gara 2 Rimini conduce per tre quarti mantenendo un +11 a pochi secondi dalla fine del terzo quarto, ma crolla nell'ultima frazione, chiusa 25-8 per i lombardi, che si impongono 66-74 e portano la serie sullo 0-2. Il campionato si chiude in gara 3 davanti ai 6 102 spettatori del palasport di Desio,
nonostante Rimini anche in questo caso abbia chiuso avanti (di 10 punti) il terzo quarto: il 34-19 canturino dell'ultimo periodo, culminato con un contestato fallo non fischiato su Marini a 14 secondi dalla fine sul 78-77 seguito da un fallo antisportivo di Robinson per arrestare il contropiede canturino e da due falli tecnici fischiati a coach Dell'Agnello, manda in archivio la stagione con i brianzoli che festeggiano il ritorno in Serie A.

## Organigramma societario
Area dirigenziale
- Presidente: Paolo Maggioli
- Amministratore delegato: Paolo Carasso

Area comunicazione
- Responsabile comunicazione: Simone Campanati
- Addetto stampa: Stefano Zavagli

Area sportiva
- General manager: Davide Turci
- Direttore tecnico: Alessandro Bolognesi
- Team manager: Matteo Panzeri
- Club manager: Tommaso Rinaldi
- Dirigente accompagnatore: Fabrizio Bartolini

Area tecnica
- Allenatore: Sandro Dell'Agnello
- Vice allenatore: Sergio Luise
- Assistente allenatore: Filippo Calzolari

Area sanitaria
- Responsabile area medica: Eraldo Berardi
- Medico sul campo: Marco Montanari
- Preparatore atletico: Massimo Di Giovanni
- Massofisioterapista: Diego Bartolini
- Osteopata: Filippo Saulle

## Roster
| Rinascita Basket Rimini 2024-2025 | Rinascita Basket Rimini 2024-2025 |
| Giocatori                         | Staff tecnico                     |
| --------------------------------- | --------------------------------- |

| N. | Naz.                   | Ruolo | Nome                  | Anno | Alt.   | Peso   |  |
| -- | ---------------------- | ----- | --------------------- | ---- | ------ | ------ |  |
| 3  | Italia (bandiera)      | A     | Simon Anumba          | 1996 | 193 cm | 102 kg |  |
| 5  | Italia (bandiera)      | PG    | Alessandro Grande     | 1994 | 185 cm | 78 kg  |  |
| 7  | Italia (bandiera)      | G     | Giovanni Tomassini    | 1988 | 188 cm | 84 kg  |  |
| 8  | Italia (bandiera)      | GA    | Luca Conti            | 2000 | 196 cm | 84 kg  |  |
| 11 | Italia (bandiera)      | A     | Stefano Masciadri     | 1989 | 200 cm | 100 kg |  |
| 13 | Italia (bandiera)      | GA    | Pierpaolo Marini      | 1993 | 193 cm | 87 kg  |  |
| 14 | Italia (bandiera)      | A     | Francesco Bedetti (C) | 1993 | 195 cm | 89 kg  |  |
| 22 | Stati Uniti (bandiera) | PG    | Gerald Robinson       | 1989 | 188 cm | 80 kg  |  |
| 23 | Stati Uniti (bandiera) | AC    | Justin Johnson        | 1996 | 201 cm | 100 kg |  |
| 27 | Italia (bandiera)      | C     | Alessandro Simioni    | 1998 | 206 cm | 110 kg |  |
| 29 | Senegal (bandiera)     | C     | Gora Camara           | 2001 | 214 cm | 114 kg |  |

| Allenatore |
| - Sandro Dell'Agnello |
| Assistente/i |
| - Sergio Luise - Filippo Calzolari Legenda - (C) Capitano - (IN) Inattivo - Infortunato Roster Aggiornato al: 30 giugno 2025 |

## Mercato

### Sessione estiva
| Acquisti | Acquisti          | Acquisti       | Acquisti         | Acquisti |
| R.       | Nome              | da             | Data             |          |
| -------- | ----------------- | -------------- | ---------------- | -------- |
| A        | Francesco Bedetti | Basket Ravenna | 3 luglio 2024    |          |
| GA       | Pierpaolo Marini  | Trapani Shark  | 10 luglio 2024   |          |
| C        | Gora Camara       | Virtus Bologna | 20 luglio 2024   |          |
| PG       | Robert Johnson    | Free agent     | 23 luglio 2024   |          |
| PG       | Gerald Robinson   | Scafati Basket | 4 settembre 2024 |          |

| Cessioni | Cessioni             | Cessioni            | Cessioni       | Cessioni |
| R.       | Nome                 | a                   | Data           |          |
| -------- | -------------------- | ------------------- | -------------- | -------- |
| GA       | Derrick Marks        | UEB Cividale        | 19 giugno 2024 |          |
| C        | Francesco Pellegrino | Free agent          | 1º luglio 2024 |          |
| P        | Andrea Tassinari     | Rucker SanVe        | 9 luglio 2024  |          |
| G        | Alessandro Scarponi  | Fortitudo Agrigento | 14 luglio 2024 |          |
| C        | Adamu Adam Abba      | Juvecaserta         | 7 agosto 2024  |          |
| PG       | Robert Johnson       | Free agent          | 21 agosto 2024 |          |

### Dopo l'inizio della stagione
| Acquisti | Acquisti   | Acquisti       | Acquisti       | Acquisti |
| R.       | Nome       | da             | Data           |          |
| -------- | ---------- | -------------- | -------------- | -------- |
| GA       | Luca Conti | Vanoli Cremona | 1º aprile 2025 |          |

| Cessioni | Cessioni | Cessioni | Cessioni | Cessioni |
| R.       | Nome     | a        | Data     |          |
| -------- | -------- | -------- | -------- | -------- |

## Risultati

### Campionato

#### Stagione regolare

##### Girone di andata
| Arbitri: | Duccio Maschio (Firenze) Stefano Ursi (Livorno) Mattia Eugenio Martellosio (Milano) |

|                                    |            |                                   |
| Marini 22 Robinson 15 Tomassini 12 | Punti      | 13 Hickey 12 X. Johnson 11 Caroti |
| Robinson 6                         | Assist     | 3 Alibegović                      |
| J. Johnson 8                       | Rimbalzi   | 11 X. Johnson                     |
| Sandro Dell'Agnello                | Allenatori | Adriano Vertemati                 |

| Arbitri: | Marco Rudellat (Nuoro) Calogero Cappello (Porto Empedocle) Daniele Gai (Roma) |

|                                   |            |                               |
| Bradford 27 Grimes 17 Serpilli 13 | Punti      | 21 Grande 17 Marini 13 Camara |
| Bradford 8                        | Assist     | 7 Robinson                    |
| Grimes 8                          | Rimbalzi   | 9 Johnson                     |
| Stefano Salieri                   | Allenatori | Sandro Dell'Agnello           |

| Arbitri: | Gian Lorenzo Miniati (Firenze) Marco Attard (Sesto Fiorentino) Marco Marzulli (Pisa) |

|                                |            |                                                                               |
| Johnson 25 Grande 18 Marini 12 | Punti      | 15 Mian, Gabriel 10 Freeman, Bolpin 4 Cusin, Sabatini, Battistini, Fantinelli |
| Marini 6                       | Assist     | 5 Fantinelli                                                                  |
| Johnson 11                     | Rimbalzi   | 9 Freeman                                                                     |
| Sandro Dell'Agnello            | Allenatori | Devis Cagnardi                                                                |

| Arbitri: | Marco Vita (Ancona) Fulvio Grappasonno (Lanciano) Antonio Giunta (Ragusa) |

|                                   |            |                                      |
| Marini 24 Tomassini 15 Johnson 14 | Punti      | 25 Gentile 18 Amato 8 Pagani, Udanoh |
| Grande 7                          | Assist     | 5 Amato                              |
| Marini 9                          | Rimbalzi   | 11 Pagani                            |
| Sandro Dell'Agnello               | Allenatori | Marco Cardani                        |

| Arbitri: | Daniele Alfio Foti (Bareggio) Alessandro Tirozzi (Bologna) Vito Castellano (Legnano) |

|                                      |            |                                 |
| Williams 23 Pepe 17 DeVoe, Vencato 9 | Punti      | 24 Grande 20 Simioni 17 Johnson |
| Vencato 6                            | Assist     | 6 Tomassini                     |
| Costi 6                              | Rimbalzi   | 7 Simioni                       |
| Franco Ciani                         | Allenatori | Sandro Dell'Agnello             |

| Arbitri: | Gianluca Gagliardi (Anagni) Daniele Yang Yao (Vigasio) Matteo Luchi (Prato) |

|                                |            |                             |
| Marini 21 Camara 18 Grande 12  | Punti      | 18 Redivo 17 Miani 16 Marks |
| Tomassini, Johnson, Robinson 3 | Assist     | 6 Redivo                    |
| Masciadri 7                    | Rimbalzi   | 9 Dell'Agnello, Ferrari     |
| Sandro Dell'Agnello            | Allenatori | Stefano Pillastrini         |

| Arbitri: | Enrico Bartoli (Trieste) Angelo Caforio (Brindisi) Sebastiano Tarascio (Priolo Gargallo) |

|                                   |            |                                |
| Johnson 21 Tomassini 19 Grande 11 | Punti      | 38 Harper 8 Pascolo 7 Gaspardo |
| Marini 6                          | Assist     | 5 Harper                       |
| Johnson 14                        | Rimbalzi   | 5 Harper                       |
| Sandro Dell'Agnello               | Allenatori | Antimo Martino                 |

| Arbitri: | Enrico Boscolo Nale (Chioggia) Stefano Wassermann (Trieste) Moreno Almerigogna (Trieste) |

|                                       |            |                               |
| Ajayi 17 Taylor, Schina 13 Ladurner 8 | Punti      | 15 Grande 14 Camara 13 Marini |
| Schina, Montano 3                     | Assist     | 5 Grande                      |
| Ajayi 11                              | Rimbalzi   | 7 Johnson                     |
| Matteo Boniciolli                     | Allenatori | Sandro Dell'Agnello           |

| Arbitri: | Paolo Puccini (Genova) Marco Marzulli (Pisa) Giovanni Roca (Avellino) |

|                                 |            |                                  |
| Robinson 17 Marini 14 Camara 12 | Punti      | 24 Davis 15 Henderson 13 Berdini |
| Grande, Robinson 4              | Assist     | 8 Berdini                        |
| Marini 6                        | Rimbalzi   | 9 Berdini                        |
| Sandro Dell'Agnello             | Allenatori | Emanuele Di Paolantonio          |

| Arbitri: | Duccio Maschio (Firenze) Alessandro Costa (Livorno) Umberto Tallon (Bologna) |

|                                  |            |                                   |
| Ahmad 38 King 12 Lombardi 10     | Punti      | 18 Tomassini 16 Marini 13 Simioni |
| Ahmad 4                          | Assist     | 5 Robinson                        |
| Ahmad, Lombardi, De Laurentiis 6 | Rimbalzi   | 6 Tomassini, Johnson              |
| Spiro Leka                       | Allenatori | Sandro Dell'Agnello               |

| Arbitri: | Marco Rudellat (Nuoro) Fabio Bonotto (Ravenna) Andrea Coraggio (Roma) |

|                                 |            |                                      |
| Marini 18 Camara 14 Robinson 13 | Punti      | 17 Earlington 14 Mussini 12 Bortolín |
| Marini, Robinson 4              | Assist     | 4 Bortolín                           |
| Johnson 8                       | Rimbalzi   | 8 Lewis                              |
| Sandro Dell'Agnello             | Allenatori | Alessandro Crotti                    |

| Arbitri: | Jacopo Pazzaglia (Pesaro) Luca Bartolini (Fano) Luca Rezzoagli (Rapallo) |

|                                   |            |                                             |
| Hooker 24 Filloy, Banks 13 Buca 9 | Punti      | 25 Marini 15 Tomassini 10 Johnson, Robinson |
| Filloy 5                          | Assist     | 4 Grande                                    |
| Filloy 9                          | Rimbalzi   | 10 Johnson                                  |
| Marco Andreazza                   | Allenatori | Sandro Dell'Agnello                         |

| Vigevano 24 novembre 2024, ore 18:00 13ª giornata | Elachem Vigevano | – Rinviata per la convocazione in nazionale di Camara | RivieraBanca Rimini | PalaElachem |

| Arbitri: | Marco Vita (Ancona) Salvatore Nuara (Treviso) Vincenzo Agnese (Barano d'Ischia) |

|                                 |            |                                  |
| Robinson 21 Marini 17 Camara 15 | Punti      | 22 Allen 17 Vildera 12 Calzavara |
| Robinson 7                      | Assist     | 4 Allen                          |
| Johnson 11                      | Rimbalzi   | 9 Almeida                        |
| Sandro Dell'Agnello             | Allenatori | Piero Bucchi                     |

| Arbitri: | Marco Rudellat (Nuoro) Alberto Perocco (Ponzano Veneto) Daniele Yang Yao (Vigasio) |

|                                 |            |                                  |
| Woodson 24 Stewart 17 Mouaha 15 | Punti      | 17 Robinson 15 Camara 12 Johnson |
| Woodson, Nikolić 3              | Assist     | 5 Johnson, Grande                |
| Stewart 7                       | Rimbalzi   | 9 Johnson                        |
| Luca Dalmonte                   | Allenatori | Sandro Dell'Agnello              |

| Arbitri: | Enrico Boscolo Nale (Chioggia) Moreno Almerigogna (Trieste) Pasquale Pecorella (Trani) |

|                                   |            |                                             |
| Stefanini 21 Rossi 16 Leardini 10 | Punti      | 17 Grande 16 Tomassini, Johnson 11 Robinson |
| Mack 4                            | Assist     | 4 Robinson                                  |
| Leardini 6                        | Rimbalzi   | 7 Johnson, Simioni                          |
| Lorenzo Pansa                     | Allenatori | Sandro Dell'Agnello                         |

| Arbitri: | Marco Barbiero (Milano) Francesco Cassina (Desio) Claudio Berlangieri (Trezzano sul Naviglio) |

|                                            |            |                             |
| Marini, Grande 17 Robinson 13 Tomassini 10 | Punti      | 24 Basile 11 McGee 10 Hogue |
| Robinson 6                                 | Assist     | 9 De Nicolao                |
| Masciadri 11                               | Rimbalzi   | 8 Hogue                     |
| Sandro Dell'Agnello                        | Allenatori | Nicola Brienza              |

| Arbitri: | Gianluca Gagliardi (Anagni) Antonio Giunta (Ragusa) Luca Bartolini (Fano) |

|                              |            |                                 |
| Copeland 22 Penna 16 Udom 14 | Punti      | 22 Marini 11 Tomassini 9 Camara |
| Penna 3                      | Assist     | 5 Tomassini, Robinson           |
| Esposito 9                   | Rimbalzi   | 9 Marini                        |
| Alessandro Ramagli           | Allenatori | Sandro Dell'Agnello             |

| Arbitri: | Enrico Bartoli (Trieste) Marco Marzulli (Pisa) Giulio Giovannetti (Recanati) |

|                                 |            |                               |
| Marini 26 Robinson 14 Anumba 12 | Punti      | 20 Sarto 19 Piunti 18 Monaldi |
| Robinson 5                      | Assist     | 4 Harris                      |
| Robinson 5                      | Rimbalzi   | 8 A. Cicchetti                |
| Sandro Dell'Agnello             | Allenatori | Alessandro Rossi              |

| Arbitri: | Mauro Moretti (Marsciano) Giovanni Roca (Avellino) Adriano Fiore (Pompei) |

|                                  |            |                                 |
| Polanco 25 Massone 10 Bertetti 8 | Punti      | 22 Marini 17 Camara 16 Robinson |
| Massone 6                        | Assist     | 7 Robinson                      |
| La Torre 8                       | Rimbalzi   | 12 Camara                       |
| Luca Bechi                       | Allenatori | Sandro Dell'Agnello             |

##### Girone di ritorno
| Arbitri: | Nicholas Pellicani (Ronchi dei Legionari) Alberto Morassutti (Gradisca d'Isonzo) Claudio Berlangieri (Trezzano sul Naviglio) |

|                                                     |            |                                          |
| Benvenuti, DeVoe, Berdini 10 Davis 9 Alessandrini 8 | Punti      | 18 Grande 14 Johnson 13 Robinson, Camara |
| Berdini 3                                           | Assist     | 5 Robinson                               |
| Berdini 10                                          | Rimbalzi   | 6 Johnson                                |
| Emanuele Di Paolantonio                             | Allenatori | Sandro Dell'Agnello                      |

| Arbitri: | Gianluca Gagliardi (Anagni) Umberto Tallon (Bologna) Vincenzo Agnese (Barano d'Ischia) |

|                                 |            |                              |
| Marini 16 Camara 14 Robinson 12 | Punti      | 23 Banks 20 Hooker 15 Filloy |
| Robinson 5                      | Assist     | 3 Hooker                     |
| Johnson 11                      | Rimbalzi   | 7 Fantoni                    |
| Sandro Dell'Agnello             | Allenatori | Marco Andreazza              |

| Arbitri: | Gian Lorenzo Miniati (Firenze) Duccio Maschio (Firenze) Fulvio Grappasonno (Lanciano) |

|                                                          |            |                                             |
| Gaspardo 16 Dawson, Perković 15 Cinciarini, Tavernelli 9 | Punti      | 13 Masciadri 12 Grande 11 Johnson, Robinson |
| Perković 6                                               | Assist     | 4 Grande, Robinson                          |
| Dawson 9                                                 | Rimbalzi   | 5 Masciadri, Marini                         |
| Antimo Martino                                           | Allenatori | Sandro Dell'Agnello                         |

| Arbitri: | Marco Vita (Ancona) Paolo Puccini (Genova) Matteo Luchi (Prato) |

|                                                  |            |                                             |
| Grande 20 Johnson, Marini, Robinson 14 Camara 12 | Punti      | 18 Serpilli 16 Bonacini 12 Gilmore, Bartoli |
| Grande 4                                         | Assist     | 7 Bartoli                                   |
| Johnson, Camara 11                               | Rimbalzi   | 6 Serpilli                                  |
| Sandro Dell'Agnello                              | Allenatori | Humberto Manzo                              |

| Arbitri: | Luca Attard (Priolo Gargallo) Marco Marzulli (Pontedera) Mattia Eugenio Martellosio (Milano) |

|                                  |            |                                         |
| Brown 19 Del Cadia 15 Vildera 14 | Punti      | 12 Johnson 11 Robinson 9 Marini, Camara |
| De Vico 5                        | Assist     | 3 Robinson                              |
| Vildera, Del Cadia 6             | Rimbalzi   | 8 Johnson, Camara                       |
| Piero Bucchi                     | Allenatori | Sandro Dell'Agnello                     |

| Arbitri: | Daniele Alfio Foti (Bareggio) Giulio Giovannetti (Recanati) Fabio Bonotto (Ravenna) |

|                                       |            |                                  |
| Amato 22 Cesana 17 Gentile, Leggio 16 | Punti      | 28 Robinson 18 Grande 17 Johnson |
| Maspero 7                             | Assist     | 8 Johnson                        |
| Potts 10                              | Rimbalzi   | 14 Johnson                       |
| Marco Cardani                         | Allenatori | Sandro Dell'Agnello              |

| Arbitri: | Stefano De Biase (Treviso) Francesco Terranova (Ferrara) Chiara Maschietto (Casale sul Sile) |

|                                   |            |                                  |
| Marini 25 Johnson 21 Masciadri 12 | Punti      | 21 Copeland 14 Cannon 11 Bartoli |
| Grande 4                          | Assist     | 5 Udom                           |
| Marini 9                          | Rimbalzi   | 6 Udom                           |
| Sandro Dell'Agnello               | Allenatori | Alessandro Ramagli               |

| Arbitri: | Roberto Radaelli (Porto Empedocle) Moreno Almerigogna (Trieste) Alex D'Amato (Tivoli) |

|                                         |            |                                   |
| Rota 17 Lamb 13 Redivo, Dell'Agnello 10 | Punti      | 18 Johnson 17 Marini 11 Tomassini |
| Redivo 4                                | Assist     | 3 Masciadri, Marini               |
| Dell'Agnello 10                         | Rimbalzi   | 11 Johnson                        |
| Stefano Pillastrini                     | Allenatori | Sandro Dell'Agnello               |

| Rimini 19 febbraio 2025, ore 20:45 28ª giornata | RivieraBanca Rimini | – Rinviata per la convocazione in nazionale di Camara | Ferraroni JuVi Cremona | Palasport Flaminio |

| Rieti 23 febbraio 2025, ore 18:00 29ª giornata | Real Sebastiani Rieti | – Rinviata per la convocazione in nazionale di Camara | RivieraBanca Rimini | PalaSojourner |

| Arbitri: | Marco Vita (Ancona) Michele Centonza (Grottammare) Nicolò Bertuccioli (Pesaro) |

|                                 |            |                                |
| Johnson 20 Simioni 18 Marini 13 | Punti      | 24 Ajayi 19 Taylor 16 Ladurner |
| Tomassini, Marini 5             | Assist     | 3 Schina, Montano              |
| Johnson 13                      | Rimbalzi   | 12 Ajayi                       |
| Sandro Dell'Agnello             | Allenatori | Paolo Moretti                  |

| Arbitri: | Marco Rudellat (Nuoro) Alberto Perocco (Ponzano Veneto) Edoardo Ugolini (Forlì) |

|                                        |            |                                             |
| Grande 13 Anumba, Camara 11 Johnson 10 | Punti      | 20 Bertini 19 Williams, Moretti 9 Bogliardi |
| Robinson 4                             | Assist     | 5 Bossi                                     |
| Johnson 8                              | Rimbalzi   | 7 Williams                                  |
| Sandro Dell'Agnello                    | Allenatori | Franco Ciani                                |

| Arbitri: | Valerio Salustri (Roma) Gianluca Gagliardi (Anagni) Andrea Cassinadri (Bibbiano) |

|                                          |            |                                   |
| McGee, Basile 24 Piccoli 12 Moraschini 7 | Punti      | 18 Johnson 15 Tomassini 12 Grande |
| McGee 9                                  | Assist     | 9 Robinson                        |
| Piccoli 10                               | Rimbalzi   | 11 Johnson                        |
| Nicola Brienza                           | Allenatori | Sandro Dell'Agnello               |

| Arbitri: | Stefano Ursi (Livorno) Alessandro Tirozzi (Bologna) Matteo Luchi (Prato) |

|                                         |            |                             |
| Marini 32 Johnson 12 Grande, Simioni 11 | Punti      | 27 Ahmad 13 King 12 Zanotti |
| Marini 6                                | Assist     | 5 Imbrò                     |
| Johnson 12                              | Rimbalzi   | 8 Lombardi                  |
| Sandro Dell'Agnello                     | Allenatori | Spiro Leka                  |

| Arbitri: | Enrico Boscolo Nale (Chioggia) Nicolò Bertuccioli (Pesaro) Fabio Bonotto (Ravenna) |

|                                    |            |                                                  |
| Piunti 15 Harris 11 A. Cicchetti 8 | Punti      | 18 Marini 16 Camara 10 Johnson, Grande, Robinson |
| Monaldi 5                          | Assist     | 7 Robinson                                       |
| Spencer, Piunti 9                  | Rimbalzi   | 9 Johnson                                        |
| Alessandro Rossi                   | Allenatori | Sandro Dell'Agnello                              |

| Arbitri: | Giulio Giovannetti (Recanati) Mauro Moretti (Marsciano) Fabio Ferretti (Nereto) |

|                                   |            |                                   |
| Earlington 15 Mussini 13 Lewis 12 | Punti      | 25 Simioni 17 Johnson 15 Robinson |
| Lewis 4                           | Assist     | 7 Grande                          |
| Earlington 11                     | Rimbalzi   | 9 Johnson                         |
| Alessandro Crotti                 | Allenatori | Sandro Dell'Agnello               |

| Arbitri: | Stefano Wassermann (Trieste) Salvatore Nuara (Treviso) Mirko Picchi (Ferentino) |

|                                  |            |                                             |
| Robinson 17 Marini 12 Simioni 10 | Punti      | 17 Barbante 16 Washington 10 Polanco, Tortù |
| Simioni 5                        | Assist     | 8 Washington                                |
| Camara 9                         | Rimbalzi   | 8 Morgillo                                  |
| Sandro Dell'Agnello              | Allenatori | Luca Bechi                                  |

| Arbitri: | Gian Lorenzo Miniati (Firenze) Chiara Maschietto (Casale sul Sile) Sebastiano Tarascio (Priolo Gargallo) |

|                                  |            |                               |
| Marini 33 Robinson 13 Johnson 11 | Punti      | 22 Stefanini 14 Mack 10 Smith |
| Tomassini 4                      | Assist     | 4 Mack                        |
| Johnson 11                       | Rimbalzi   | 10 Smith                      |
| Sandro Dell'Agnello              | Allenatori | Lorenzo Pansa                 |

| Arbitri: | Gian Lorenzo Miniati (Firenze) Luca Attard (Priolo Gargallo) Claudio Berlangieri (Trezzano sul Naviglio) |

|                                       |            |                                     |
| Alibegović 21 X. Johnson 15 Hickey 13 | Punti      | 21 Robinson 17 J. Johnson 16 Grande |
| Hickey 7                              | Assist     | 6 Robinson                          |
| X. Johnson, Da Ros 10                 | Rimbalzi   | 6 Anumba                            |
| Adriano Vertemati                     | Allenatori | Sandro Dell'Agnello                 |

| Arbitri: | Nicholas Pellicani (Ronchi dei Legionari) Matteo Roiaz (Muggia) Paolo Puccini (Genova) |

|                                 |            |                                |
| Aradori 25 Freeman 13 Bolpin 10 | Punti      | 17 Johnson 16 Marini 14 Grande |
| Vencato 7                       | Assist     | 10 Robinson                    |
| Freeman 11                      | Rimbalzi   | 8 Johnson                      |
| Attilio Caja                    | Allenatori | Sandro Dell'Agnello            |

| Arbitri: | Enrico Boscolo Nale (Chioggia) Stefano De Biase (Udine) Alessandro Tirozzi (Bologna) |

|                                   |            |                               |
| Johnson 24 Robinson 17 Simioni 10 | Punti      | 24 Smith 15 Mouaha 14 Stewart |
| Johnson, Marini 3                 | Assist     | 3 Smith                       |
| Johnson 11                        | Rimbalzi   | 9 Stewart                     |
| Sandro Dell'Agnello               | Allenatori | Matteo Mecacci                |

#### Play-off
| Arbitri: | Marco Vita (Ancona) Claudio Berlangieri (Trezzano sul Naviglio) Michele Centonza (Grottammare) |

|                                 |            |                                   |
| Robinson 23 Grande 16 Camara 14 | Punti      | 24 Brown 19 Calzavara 11 Radonjić |
| Marini 4                        | Assist     | 4 Calzavara, Brown                |
| Johnson 11                      | Rimbalzi   | 7 Ogden, Radonjić                 |
| Sandro Dell'Agnello             | Allenatori | Piero Bucchi                      |

| Arbitri: | Daniele Alfio Foti (Bareggio) Nicholas Pellicani (Ronchi dei Legionari) Andrea Coraggio (Roma) |

|                                            |            |                              |
| Tomassini, Johnson 18 Robinson 11 Marini 9 | Punti      | 24 Ogden 13 Brown 10 Vildera |
| Tomassini, Robinson 4                      | Assist     | 5 Calzavara                  |
| Johnson 9                                  | Rimbalzi   | 8 Ogden                      |
| Sandro Dell'Agnello                        | Allenatori | Piero Bucchi                 |

| Arbitri: | Francesco Cassina (Desio) Giulio Giovannetti (Recanati) Luca Bartolini (Fano) |

|                                   |            |                                        |
| Calzavara 18 Radonjić 15 Ogden 11 | Punti      | 13 Johnson, Grande 9 Marini 8 Robinson |
| Radonjić 3                        | Assist     | 3 Johnson                              |
| Radonjić 10                       | Rimbalzi   | 11 Johnson                             |
| Piero Bucchi                      | Allenatori | Sandro Dell'Agnello                    |

| Arbitri: | Gianluca Gagliardi (Anagni) Enrico Bartoli (Trieste) Marco Rudellat (Nuoro) |

|                                |            |                                                    |
| Calzavara 15 Ogden 14 Brown 12 | Punti      | 11 Johnson, Robinson, Camara 10 Marini 7 Tomassini |
| Calzavara 5                    | Assist     | 2 Robinson, Camara                                 |
| Ogden 7                        | Rimbalzi   | 8 Camara                                           |
| Piero Bucchi                   | Allenatori | Sandro Dell'Agnello                                |

| Arbitri: | Gian Lorenzo Miniati (Firenze) Marco Attard (Sesto Fiorentino) Duccio Maschio (Firenze) |

|                                            |            |                                            |
| Marini 18 Johnson, Robinson 17 Tomassini 9 | Punti      | 20 Calzavara 14 Ogden 10 Vildera, Radonjić |
| Robinson 6                                 | Assist     | 4 Radonjić, Brown                          |
| Johnson 8                                  | Rimbalzi   | 9 Ogden                                    |
| Sandro Dell'Agnello                        | Allenatori | Piero Bucchi                               |

| Arbitri: | Daniele Alfio Foti (Bareggio) Nicholas Pellicani (Ronchi dei Legionari) Stefano Wassermann (Trieste) |

|                                    |            |                                                 |
| Marini 20 Robinson 17 Tomassini 12 | Punti      | 16 Harper 15 Gaspardo 13 Del Chiaro, Cinciarini |
| Robinson 3                         | Assist     | 5 Harper                                        |
| Johnson, Robinson 8                | Rimbalzi   | 7 Tavernelli                                    |
| Sandro Dell'Agnello                | Allenatori | Antimo Martino                                  |

| Arbitri: | Gianluca Gagliardi (Anagni) Marco Rudellat (Nuoro) Marco Marzulli (Pontedera) |

|                                     |            |                                     |
| Tomassini 21 Simioni 18 Robinson 15 | Punti      | 23 Perković 14 Harper 11 Del Chiaro |
| Johnson, Marini, Robinson 4         | Assist     | 8 Harper                            |
| Johnson 11                          | Rimbalzi   | 6 Tavernelli, Parravicini           |
| Sandro Dell'Agnello                 | Allenatori | Antimo Martino                      |

| Arbitri: | Marco Vita (Ancona) Claudio Berlangieri (Trezzano sul Naviglio) Michele Centonza (Grottammare) |

|                                     |            |                                          |
| Perković 22 Tavernelli 16 Harper 15 | Punti      | 19 Grande 15 Robinson, Camara 11 Johnson |
| Perković 6                          | Assist     | 5 Robinson                               |
| Harper 7                            | Rimbalzi   | 15 Johnson                               |
| Antimo Martino                      | Allenatori | Sandro Dell'Agnello                      |

| Arbitri: | Gian Lorenzo Miniati (Firenze) Luca Attard (Priolo Gargallo) Alessandro Costa (Livorno) |

|                                                                         |            |                                 |
| Gaspardo 18 Harper, Perković 7 Cinciarini, Magro, Tavernelli, Pollone 6 | Punti      | 17 Robinson 15 Camara 12 Marini |
| Tavernelli 4                                                            | Assist     | 5 Tomassini                     |
| Pollone 7                                                               | Rimbalzi   | 8 Johnson, Robinson             |
| Antimo Martino                                                          | Allenatori | Sandro Dell'Agnello             |

| Arbitri: | Roberto Radaelli (Porto Empedocle) Giulio Giovannetti (Recanati) Stefano Wassermann (Trieste) |

|                                   |            |                                         |
| Johnson 16 Tomassini 13 Camara 11 | Punti      | 20 Basile 12 Moraschini, Hogue 11 McGee |
| Robinson 6                        | Assist     | 9 De Nicolao                            |
| Johnson, Marini 6                 | Rimbalzi   | 8 Basile                                |
| Sandro Dell'Agnello               | Allenatori | Nicola Brienza                          |

| Arbitri: | Marco Vita (Ancona) Valerio Salustri (Roma) Claudio Berlangieri (Trezzano sul Naviglio) |

|                                                   |            |                                     |
| Johnson, Marini 12 Grande 9 Tomassini, Robinson 8 | Punti      | 20 McGee 13 Moraschini 10 Valentini |
| Marini 4                                          | Assist     | 3 De Nicolao                        |
| Johnson, Camara 6                                 | Rimbalzi   | 10 Moraschini                       |
| Sandro Dell'Agnello                               | Allenatori | Nicola Brienza                      |

| Arbitri: | Nicholas Pellicani (Ronchi dei Legionari) Daniele Alfio Foti (Bareggio) Marco Barbiero (Milano) |

|                                  |            |                                  |
| Basile 24 De Nicolao 13 McGee 11 | Punti      | 19 Robinson 15 Camara 13 Johnson |
| De Nicolao 7                     | Assist     | 5 Tomassini, Marini, Robinson    |
| McGee, Basile, Piccoli 7         | Rimbalzi   | 9 Johnson                        |
| Nicola Brienza                   | Allenatori | Sandro Dell'Agnello              |

### Coppa Italia LNP di Serie A2
| Arbitri: | Marco Barbiero (Milano) Michele Centonza (Grottammare) Alessandro Costa (Livorno) |

|                                |            |                                  |
| Robinson 16 Camara 13 Grande 9 | Punti      | 21 Lamb 19 Dell'Agnello 13 Miani |
| Tomassini 6                    | Assist     | 11 Redivo                        |
| Johnson 13                     | Rimbalzi   | 9 Dell'Agnello                   |
| Sandro Dell'Agnello            | Allenatori | Stefano Pillastrini              |

## Statistiche

### Andamento in campionato
| Giornata  | 1 | 2 | 3 | 4 | 5 | 6 | 7 | 8 | 9 | 10 | 11 | 12 | 13 | 14 | 15 | 16 | 17 | 18 | 19 | 20 | 21 | 22 | 23 | 24 | 25 | 26 | 27 | 28 | 29 | 30 | 31 | 32 | 33 | 34 | 35 | 36 | 37 | 38 |
| --------- | - | - | - | - | - | - | - | - | - | -- | -- | -- | -- | -- | -- | -- | -- | -- | -- | -- | -- | -- | -- | -- | -- | -- | -- | -- | -- | -- | -- | -- | -- | -- | -- | -- | -- | -- |
| Luogo     | C | T | C | C | T | C | C | T | C | T  | C  | T  | T  | C  | T  | C  | T  | C  | T  | T  | C  | T  | C  | T  | T  | C  | T  | C  | T  | C  | C  | T  | C  | T  | C  | T  | T  | C  |
| Risultato | V | V | V | V | V | P | V | V | V | V  | V  | V  | V  | V  | V  | P  | P  | P  | V  | V  | V  | P  | V  | P  | P  | V  | V  | V  | V  | P  | P  | P  | V  | V  | V  | P  | V  | P  |
| Posizione | 4 | 1 | 2 | 1 | 1 | 2 | 2 | 1 | 1 | 1  | 1  | 1  | 1  | 1  | 1  | 1  | 1  | 1  | 1  | 1  | 1  | 1  | 1  | 1  | 2  | 1  | 1  | 1  | 1  | 2  | 2  | 2  | 2  | 2  | 2  | 2  | 2  | 2  |

Legenda:

Luogo: C = Casa; T = Trasferta. Risultato: V = Vittoria; N = Pareggio; P = Sconfitta.

### Statistiche dei giocatori

#### Serie A2
Aggiornate al termine della stagione.

##### Regular season
| Nome               | G  | Pun | Min  | Falli | Falli | Tiri da 2 | Tiri da 2 | Tiri da 2 | Tiri da 3 | Tiri da 3 | Tiri da 3 | Tiri Liberi | Tiri Liberi | Tiri Liberi | Rimbalzi | Rimbalzi | Rimbalzi | Stop | Stop | Palle | Palle | Ass |
| Nome               | G  | Pun | Min  | C     | S     | R         | T         | %         | R         | T         | %         | R           | T           | %           | O        | D        | T        | D    | S    | P     | R     | Ass |
| ------------------ | -- | --- | ---- | ----- | ----- | --------- | --------- | --------- | --------- | --------- | --------- | ----------- | ----------- | ----------- | -------- | -------- | -------- | ---- | ---- | ----- | ----- | --- |
| Pierpaolo Marini   | 38 | 562 | 1123 | 101   | 138   | 119       | 266       | 45        | 68        | 196       | 35        | 120         | 142         | 85          | 41       | 112      | 153      | 6    | 9    | 50    | 28    | 101 |
| Justin Johnson     | 35 | 471 | 990  | 69    | 104   | 161       | 309       | 52        | 34        | 81        | 42        | 47          | 76          | 62          | 73       | 228      | 301      | 17   | 9    | 38    | 27    | 64  |
| Alessandro Grande  | 38 | 399 | 907  | 96    | 67    | 53        | 106       | 50        | 85        | 208       | 41        | 38          | 52          | 73          | 13       | 65       | 78       | 1    | 7    | 68    | 37    | 114 |
| Gerald Robinson    | 33 | 398 | 801  | 80    | 84    | 92        | 175       | 53        | 53        | 136       | 39        | 55          | 67          | 82          | 9        | 81       | 90       | 3    | 8    | 65    | 33    | 145 |
| Gora Camara        | 38 | 370 | 818  | 88    | 161   | 126       | 198       | 64        | 0         | 0         | 0         | 118         | 175         | 67          | 70       | 141      | 211      | 34   | 7    | 68    | 18    | 15  |
| Giovanni Tomassini | 34 | 296 | 758  | 81    | 63    | 45        | 92        | 49        | 56        | 145       | 39        | 38          | 46          | 83          | 5        | 54       | 59       | 1    | 1    | 51    | 13    | 79  |
| Alessandro Simioni | 37 | 248 | 681  | 69    | 29    | 70        | 120       | 58        | 27        | 68        | 40        | 27          | 40          | 68          | 33       | 102      | 135      | 8    | 5    | 31    | 12    | 29  |
| Stefano Masciadri  | 38 | 188 | 598  | 98    | 15    | 26        | 46        | 57        | 43        | 90        | 48        | 7           | 10          | 70          | 24       | 100      | 124      | 3    | 3    | 33    | 13    | 32  |
| Simon Anumba       | 38 | 170 | 762  | 86    | 54    | 52        | 94        | 55        | 15        | 43        | 35        | 21          | 34          | 62          | 39       | 62       | 101      | 7    | 8    | 43    | 27    | 33  |
| Luca Conti         | 5  | 12  | 67   | 9     | 4     | 5         | 8         | 63        | 0         | 4         | 0         | 2           | 4           | 50          | 6        | 7        | 13       | 0    | 0    | 3     | 2     | 3   |
| Francesco Bedetti  | 22 | 8   | 112  | 16    | 7     | 2         | 5         | 40        | 1         | 8         | 13        | 1           | 2           | 50          | 2        | 8        | 10       | 0    | 0    | 5     | 1     | 4   |
| Nicola Amaroli     | 3  | 0   | 3    | 0     | 0     | 0         | 1         | 0         | 0         | 0         | 0         | 0           | 0           | 0           | 0        | 0        | 0        | 0    | 0    | 0     | 0     | 0   |
| Simone Bonfè       | 2  | 0   | 3    | 0     | 0     | 0         | 0         | 0         | 0         | 0         | 0         | 0           | 0           | 0           | 0        | 1        | 1        | 0    | 0    | 0     | 0     | 0   |
| Alberto Tassani    | 1  | 0   | 1    | 0     | 0     | 0         | 0         | 0         | 0         | 0         | 0         | 0           | 0           | 0           | 0        | 0        | 0        | 0    | 0    | 0     | 0     | 0   |
| Lorenzo Ricci      | 1  | 0   | 1    | 0     | 0     | 0         | 0         | 0         | 0         | 0         | 0         | 0           | 0           | 0           | 0        | 0        | 0        | 0    | 0    | 0     | 0     | 0   |
| Mattia Ruggeri     | 0  | 0   | 0    | 0     | 0     | 0         | 0         | 0         | 0         | 0         | 0         | 0           | 0           | 0           | 0        | 0        | 0        | 0    | 0    | 0     | 0     | 0   |

##### Play-off
Aggiornate al termine della stagione.
| Nome               | G  | Pun | Min | Falli | Falli | Tiri da 2 | Tiri da 2 | Tiri da 2 | Tiri da 3 | Tiri da 3 | Tiri da 3 | Tiri Liberi | Tiri Liberi | Tiri Liberi | Rimbalzi | Rimbalzi | Rimbalzi | Stop | Stop | Palle | Palle | Ass |
| Nome               | G  | Pun | Min | C     | S     | R         | T         | %         | R         | T         | %         | R           | T           | %           | O        | D        | T        | D    | S    | P     | R     | Ass |
| ------------------ | -- | --- | --- | ----- | ----- | --------- | --------- | --------- | --------- | --------- | --------- | ----------- | ----------- | ----------- | -------- | -------- | -------- | ---- | ---- | ----- | ----- | --- |
| Gerald Robinson    | 12 | 166 | 304 | 37    | 32    | 43        | 69        | 62        | 19        | 56        | 34        | 23          | 31          | 74          | 12       | 50       | 62       | 0    | 0    | 22    | 10    | 40  |
| Justin Johnson     | 12 | 147 | 365 | 24    | 32    | 50        | 95        | 53        | 14        | 38        | 37        | 5           | 15          | 33          | 20       | 87       | 107      | 1    | 3    | 16    | 11    | 19  |
| Pierpaolo Marini   | 12 | 130 | 353 | 28    | 45    | 29        | 77        | 38        | 11        | 62        | 18        | 39          | 51          | 76          | 17       | 41       | 58       | 3    | 2    | 18    | 19    | 31  |
| Gora Camara        | 12 | 113 | 240 | 23    | 50    | 44        | 67        | 66        | 0         | 0         | 0         | 25          | 50          | 50          | 15       | 36       | 51       | 10   | 6    | 21    | 6     | 6   |
| Giovanni Tomassini | 12 | 110 | 280 | 33    | 30    | 20        | 41        | 49        | 15        | 50        | 30        | 25          | 29          | 86          | 3        | 26       | 29       | 0    | 1    | 16    | 11    | 32  |
| Alessandro Grande  | 12 | 95  | 237 | 24    | 20    | 7         | 22        | 32        | 23        | 55        | 42        | 12          | 15          | 80          | 5        | 16       | 21       | 0    | 3    | 10    | 5     | 16  |
| Alessandro Simioni | 12 | 54  | 194 | 20    | 12    | 15        | 33        | 45        | 6         | 20        | 30        | 6           | 10          | 60          | 13       | 23       | 36       | 6    | 4    | 13    | 4     | 7   |
| Stefano Masciadri  | 12 | 42  | 155 | 26    | 3     | 5         | 10        | 50        | 10        | 28        | 36        | 2           | 2           | 100         | 1        | 17       | 18       | 3    | 2    | 6     | 4     | 7   |
| Luca Conti         | 12 | 25  | 153 | 24    | 7     | 7         | 9         | 78        | 3         | 9         | 33        | 2           | 4           | 50          | 9        | 21       | 30       | 1    | 0    | 8     | 3     | 5   |
| Simon Anumba       | 12 | 16  | 119 | 22    | 9     | 5         | 12        | 42        | 1         | 7         | 14        | 3           | 6           | 50          | 4        | 4        | 8        | 1    | 1    | 4     | 6     | 1   |

##### Supercoppa LNP
| Nome               | G | Pun | Min | Falli | Falli | Tiri da 2 | Tiri da 2 | Tiri da 2 | Tiri da 3 | Tiri da 3 | Tiri da 3 | Tiri Liberi | Tiri Liberi | Tiri Liberi | Rimbalzi | Rimbalzi | Rimbalzi | Stop | Stop | Palle | Palle | Ass |
| Nome               | G | Pun | Min | C     | S     | R         | T         | %         | R         | T         | %         | R           | T           | %           | O        | D        | T        | D    | S    | P     | R     | Ass |
| ------------------ | - | --- | --- | ----- | ----- | --------- | --------- | --------- | --------- | --------- | --------- | ----------- | ----------- | ----------- | -------- | -------- | -------- | ---- | ---- | ----- | ----- | --- |
| Gerald Robinson    | 1 | 16  | 27  | 3     | 1     | 2         | 2         | 100       | 4         | 7         | 57        | 0           | 0           | 0           | 0        | 2        | 2        | 0    | 0    | 2     | 0     | 4   |
| Gora Camara        | 1 | 13  | 25  | 2     | 5     | 5         | 9         | 56        | 0         | 0         | 0         | 3           | 3           | 100         | 2        | 3        | 5        | 1    | 1    | 0     | 0     | 1   |
| Alessandro Grande  | 1 | 9   | 26  | 3     | 2     | 2         | 5         | 40        | 1         | 5         | 20        | 2           | 2           | 100         | 0        | 0        | 0        | 0    | 0    | 1     | 1     | 1   |
| Simon Anumba       | 1 | 9   | 23  | 1     | 3     | 1         | 4         | 25        | 2         | 3         | 67        | 1           | 2           | 50          | 1        | 2        | 3        | 0    | 0    | 1     | 1     | 0   |
| Stefano Masciadri  | 1 | 8   | 11  | 3     | 1     | 1         | 3         | 33        | 2         | 2         | 100       | 0           | 0           | 0           | 1        | 0        | 1        | 0    | 0    | 1     | 0     | 1   |
| Justin Johnson     | 1 | 5   | 26  | 2     | 2     | 1         | 5         | 20        | 0         | 3         | 0         | 3           | 4           | 75          | 4        | 9        | 13       | 0    | 0    | 4     | 0     | 3   |
| Pierpaolo Marini   | 1 | 4   | 26  | 2     | 1     | 2         | 5         | 40        | 0         | 4         | 0         | 0           | 0           | 0           | 1        | 4        | 5        | 0    | 0    | 1     | 0     | 3   |
| Alessandro Simioni | 1 | 2   | 8   | 4     | 0     | 1         | 3         | 33        | 0         | 0         | 0         | 0           | 0           | 0           | 0        | 1        | 1        | 0    | 0    | 0     | 0     | 0   |
| Giovanni Tomassini | 1 | 0   | 23  | 2     | 0     | 0         | 1         | 0         | 0         | 3         | 0         | 0           | 0           | 0           | 1        | 0        | 1        | 0    | 0    | 3     | 0     | 6   |
| Francesco Bedetti  | 1 | 0   | 5   | 0     | 0     | 0         | 0         | 0         | 0         | 0         | 0         | 0           | 0           | 0           | 0        | 0        | 0        | 0    | 0    | 0     | 0     | 0   |